# 杜南特峰
45°56′13″N 7°52′04″E / 45.93694°N 7.86778°E

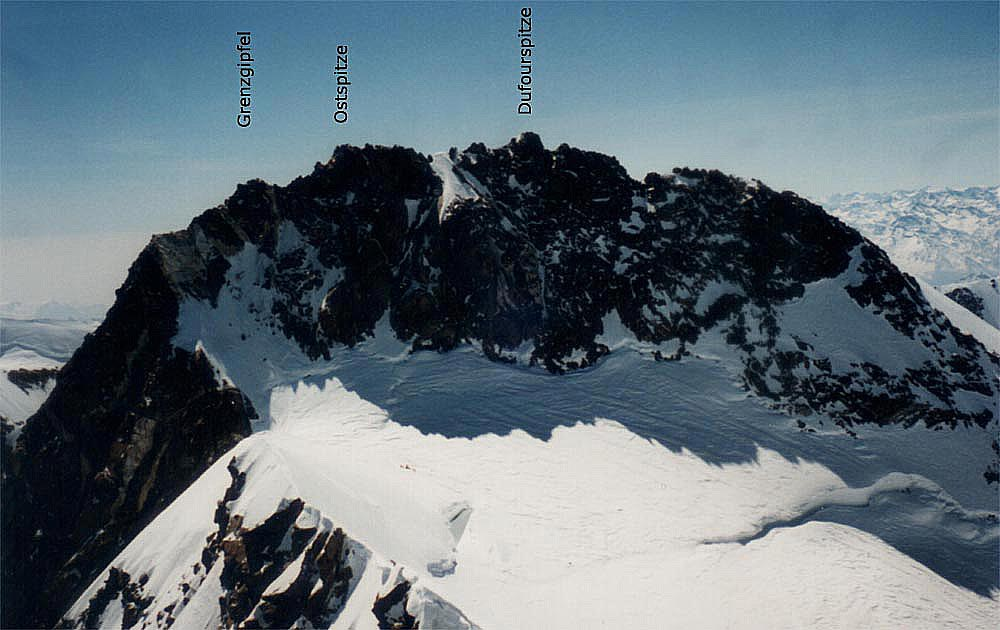

杜南特峰（Ostspitze），是瑞士的山峰，位於該國南部，由瓦萊州負責管轄，屬於本寧阿爾卑斯山脈的一部分，海拔高度4,632米，人類在1848年8月12日首次登上該山峰。